# Division 1 i fotboll för herrar (1987–1999)
Division I var Sveriges näst högsta nivå i fotboll för herrar (1987–1999). Serien bildades inför säsongen 1928/29, och hette Division II under perioden 1928–1986. Förändringarna i seriesystemet mellan 1986 och 1987 var för denna division ett rent namnbyte. Divisionen upphörde i och med att serierna slogs samman till Superettan inför säsongen 2000.
För de år som serien hette Division II, se Division 2 i fotboll för herrar (1928-1986).

## Historik
Om serien ses som en fortsättning på den tidigare Division II, och Superettan ses som en fortsättning på denna liga, har divisionen en snart[när?] 100-årig historia.
Serien bytte namn till 1987 på grund av förändringar i det svenska seriesystemet. En ny division skapades mellan denna division och Division III, och  övertog det tidigare namnet Division II. Allsvenskan och denna division påverkades inte på något annat sätt av denna förändring.

### 1987–1990 – Fortsättning enligt samma system som tidigare
Divisionen spelades i två serier, Norra och Södra, med 14 lag i varje serie. De två seriesegrarna blev uppflyttade till Allsvenskan. Lag 13–14 i respektive serie blev nedflyttade till nya Division II.
Säsongen 1990 blev ett övergångsår inför systemförändringen 1991. Allsvenskan skars ned från 12 till 10 lag, vilket medförde att tre lag blev nedflyttade till Division 1, men segrarna i Division I fick kvalspela mot varandra om en plats i Allsvenskan 1991. Eftersom två serier med 14 lag vardera skulle bli fyra serier med 8 lag vardera så blev 4 lag (två från vardera serie) nedflyttade, men 6 lag blev uppflyttade från Division II.
| Säsong | Norra             | Södra        |
| ------ | ----------------- | ------------ |
| 1987   | Djurgårdens IF    | Gais         |
| 1988   | Örebro SK         | Halmstads BK |
| 1989   | Hammarby IF       | Östers IF    |
| 1990   | GIF Sundsvall (U) | BK Häcken    |

Alla vinnare blev uppflyttade 1987–1989.
(U) = Uppflyttad efter kval.
 = Förlorade uppflyttningskvalet.

### 1991–1992 – Vårserier, höstserier, kvalserier
Under säsongerna 1991 och 1992 spelades serien uppbrutet på vår och höst. På våren spelades 14 omgångar i Vårettan, uppdelad på fyra serier med åtta lag. De fyra segrarna gick, tillsammans med de fyra sista i Allsvenskan, till Kvalsvenskan – en serie med åtta lag, där de bäst placerade spelade nästkommande säsong i Allsvenskan. Lag 2–7 spelade vidare i Höstettan, som bestod av fyra serier med åtta lag. Serierna kompletterades upp med de åtta segrarna i Division II:s vårserier. De två sämst placerade i dessa serier blev nedflyttade till Division II nästkommande säsong.
Slutligen blev de sist placerade lagen i vårserierna nedflyttade till en nivå som kallades Kvalettan, där de spelade för att återkomma till Division I nästkommande säsong.

#### Vårserier
| Säsong | Norra         | Östra       | Västra             | Södra          |
| ------ | ------------- | ----------- | ------------------ | -------------- |
| 1991   | Kiruna FF     | Hammarby IF | Västra Frölunda IF | Trelleborgs FF |
| 1992   | IFK Sundsvall | IK Brage    | BK Häcken          | Halmstads BK   |

#### Höstserier
| Säsong | Kvalsvenskan | Höstettan Norra | Höstettan Östra | Höstettan Västra | Höstettan Södra |
| ------ | ------------ | --------------- | --------------- | ---------------- | --------------- |
| 1991   | Östers IF    | Vasalunds IF    | IK Brage        | BK Häcken        | Helsingborgs IF |
| 1992   | Halmstads BK | IFK Luleå       | Degerfors IF    | Örgryte IS       | Helsingborgs IF |

### 1993–1999
Systemet med vår- och höstserier varade bara i två år, och från 1993 och framåt var divisionen indelade i två raka serier igen, med fjorton lag i vardera som mötte varandra hemma och borta i 26 omgångar. De två segrarna gick till Allsvenskan kommande säsong, lag placerade på andra plats kvalspelade mot lag 11 och 12 i Allsvenskan. De tre sist placerade lagen i respektive serie blev nedflyttade till Division II.
År 1999 spelades den sista säsongen med denna indelning. Lag 3–7, samt de som blev nedflyttade från Allsvenskan och förlorade kvalspelet, bildade Superettan 2000.
| Säsong | Norra          | Södra              |
| ------ | -------------- | ------------------ |
| 1993   | Hammarby IF    | Landskrona BoIS    |
| 1994   | Djurgårdens IF | Örgryte IS         |
| 1995   | Umeå FC        | IK Oddevold        |
| 1996   | Västerås SK    | IF Elfsborg        |
| 1997   | Hammarby IF    | Västra Frölunda IF |
| 1998   | Djurgårdens IF | Kalmar FF          |
| 1999   | GIF Sundsvall  | BK Häcken          |